# Luigi Soldo
Luigi Soldo (Nuvolera, 8 febbraio 1820 – Genova, 17 gennaio 1874) è stato un generale e patriota italiano.

## Biografia

### La famiglia e la giovinezza

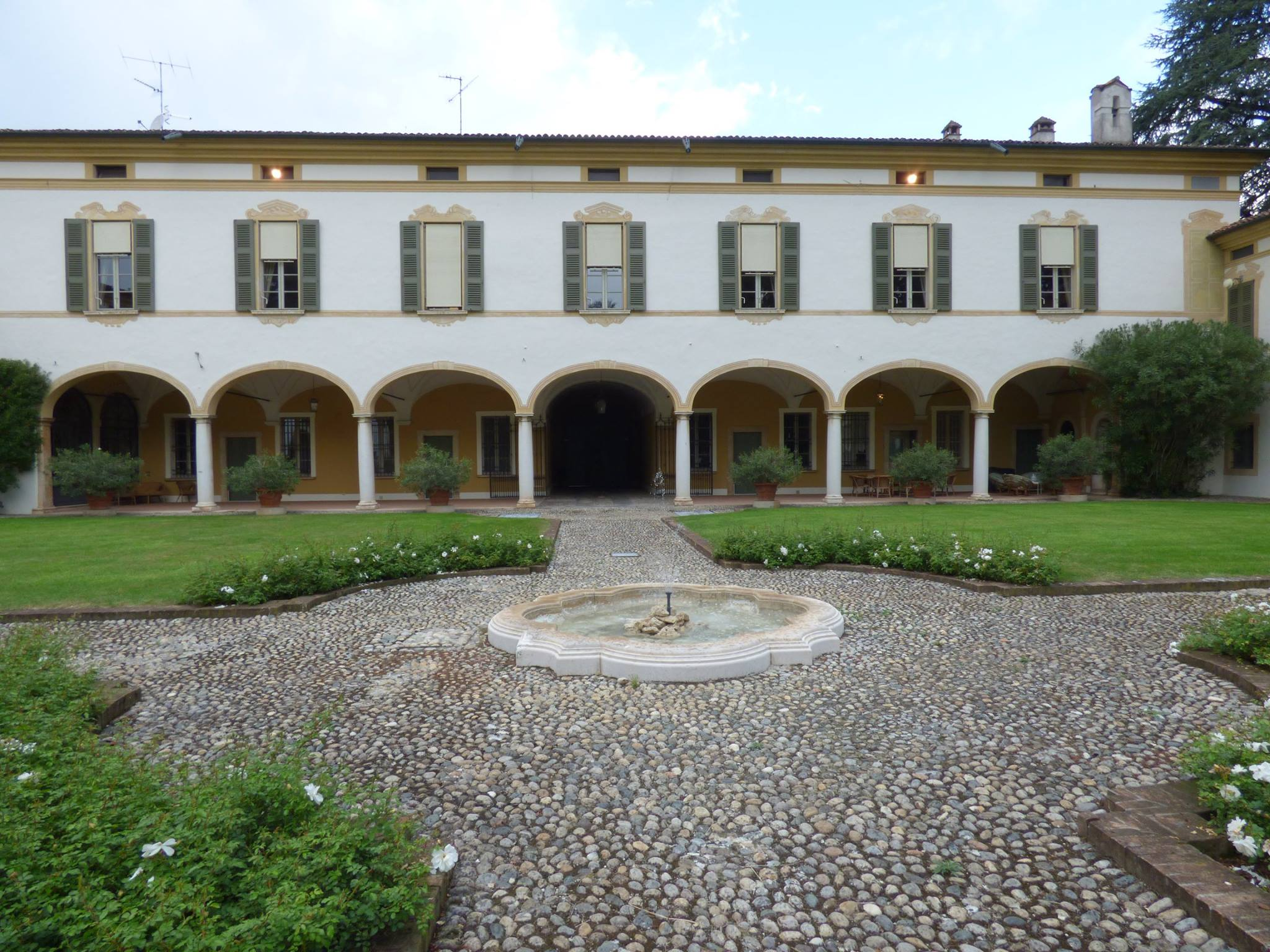
Villa Franzini (ex Feroldi). In questa villa gentilizia a Nuvolera venne alla luce Luigi Soldo il giorno 8 febbraio 1820.

Luigi Soldo nacque a Nuvolera dai nobili Giovanni e Lucia Tagliaferri il giorno 8 febbraio 1820 nella villa di famiglia che attualmente è proprietà della famiglia Franzini (ex-Feroldi). Venne battezzato, come era consuetudine a quei tempi, il giorno seguente la nascita dal parroco Mariano Bottarelli nella chiesa parrocchiale di San Lorenzo Martire. Padrino fu il reverendo Pietro Zanoni nativo di Brescia. I nomi che gli vennero imposti sono Pietro e Luigi.
La famiglia Soldo vanta origini antichissime, risalenti addirittura al XIV secolo. Nel Catastico della città di Brescia et suo territorio compilato nel 1610 da Giovanni Da Lezze, Podestà inviato a Brescia dalla Repubblica di Venezia, si legge, nella scheda relativa al comune di Nuvolera, che tra i nobili figurano oltre ai Porcellaga, ai Rodenghi, ai Rozzoni, ai Gambara, ai Bargnani, ai Confalonieri, ai Lana e ai Folli, anche i Soldo. Altre testimonianze della presenza di questa famiglia sul territorio si riscontrano negli Atti di Morte relativi al Settecento conservati presso l’Archivio Parrocchiale. Sfogliandoli, si evince che numerosi membri della famiglia Soldo vennero sepolti all’interno della Chiesa accanto ai loro antenati.
Luigi nacque in un periodo caratterizzato dai primi moti insurrezionali contro il regime austriaco che dominava nel Regno Lombardo-Veneto dal 1814. Proprio nel secondo decennio dell’Ottocento anche a Brescia si affermò la Carboneria: un movimento segreto che usava lo stesso codice di simboli e gesti dei commercianti di carbone. Nel 1821 si registrarono in città i primi arresti da parte degli Austriaci, autori di una repressione così crudele da spingere il vescovo Gabrio Maria Nava a intervenire in difesa dei Carbonari. Luigi Soldo era, dunque, figlio del suo tempo e respirò sin dalla culla il desiderio di libertà che animava gli Italiani. Da giovanissimo venne avviato alla carriera militare che fu rapidissima. Nel 1836 entrò come cadetto volontario nell’esercito austriaco, due anni dopo venne promosso sottotenente e, nel 1842, primo tenente nel reggimento Haugwitz.

### Le dimissioni dall'esercito austriaco e la partecipazione al Risorgimento
Nel 1848, quando in tutta Europa scoppiarono i moti di indipendenza contro i regimi autoritari, Luigi Soldo si dimise dall’esercito austriaco che percepiva nemico della sua patria per entrare con il grado di capitano in un reggimento di Volontari Lombardi che si stava organizzando a Brescia.
Partecipò alla Prima Guerra d’Indipendenza a sostegno dell’Esercito piemontese. Dopo la sconfitta di Custoza, riparò con il suo corpo in Piemonte, dove, in seguito alla riorganizzazione dei corpi Lombardi, passò nel battaglione dei Bersaglieri Manara, allora il 10° dell’esercito. Partecipò alla campagna del 1849 che si concluse con un'altra sconfitta a Novara. Luigi Soldo venne trasferito nel 1º Battaglione dei Bersaglieri nel quale proseguì la sua carriera, divenendo capitano della terza compagnia. Qui si distinse per ferrea disciplina tanto da venire soprannominato dai sottoposti L'Alman.
Il 24 giugno 1859 prese parte alla battaglia di Solferino e San Martino che si concluse con l’annessione della Lombardia al regno di Piemonte. Nel luglio di quello stesso anno venne promosso Maggiore e assunse il comando di un battaglione di bersaglieri, comando che tenne fino al 1865 quando il suo reggimento venne sciolto ed egli fu collocato in disponibilità.

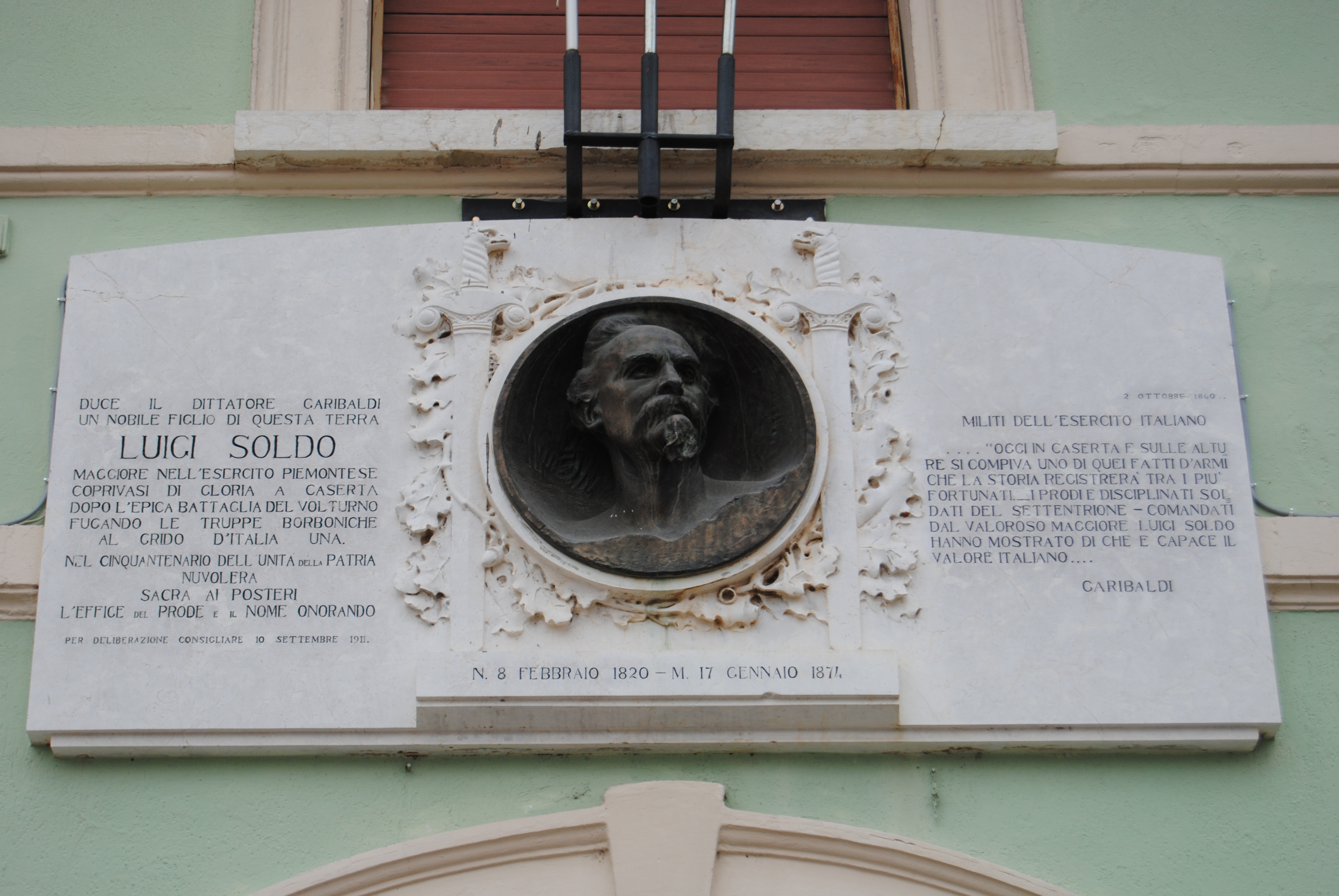
Lapide in marmo di Mazzano posta sulla facciata del Palazzo Municipale di Nuvolera con l'effigie bronzea del generale Soldo, opera di Luigi Contratti. La lapide venne donata dalla vedova Pia Gaggia al Municipio e inaugurata il 28 ottobre 1911.

### La campagna nel Mezzogiorno
Nel 1860 Luigi Soldo venne richiamato alle armi. Al seguito del Generale Enrico Cialdini, fu inviato nel Meridione per incontrare Garibaldi. Il 2 ottobre 1860 partecipò alla Battaglia del Volturno presso Caserta Vecchia, contribuendo alla sconfitta dei Borboni. Il quotidiano La Sentinella Bresciana, in un articolo del 12 ottobre 1860, riportò la cronaca del combattimento. Il corrispondente da Caserta scriveva: «Mi dimenticavo di dirvi che Garibaldi abbracciò il maggiore Soldo e lo baciò in fronte dicendogli: “Con soldati pari vostri l’Italia non ha nulla a temere, essa sarà padrona di sé stessa senza aiuti stranieri”».
Lo stesso Garibaldi citò il Nobile Soldo nel suo ordine del giorno scritto a Caserta dopo i feroci combattimenti: «Oggi in Caserta e sulle alture si compiva uno di quei fatti d’armi, che la storia registrerà tra i più fortunati. I prodi e disciplinati soldati del settentrione, comandati dal valoroso maggiore Luigi Soldo hanno mostrato di che è capace il valore italiano».
Luigi Soldo venne promosso tenente colonnello comandante del 4º Corpo Bersaglieri. Nel 1865 ottenne il comando del 57º fanteria alla testa del quale partecipò alla campagna del 1866 che termine con la liberazione del Veneto dal giogo austriaco. Nello stesso anno si recava a Palermo per porre fine all’anarchia dei sette giorni (16-22 settembre) durante i quali un gruppo di filo-borbonici insorse contro il nuovo regime sabaudo. Nel giugno 1868 ebbe il comando della Brigata Umbra (53º e 54º Fanteria) e fu promosso al grado di Maggiore Generale nel marzo 1869. Alla fine dell'anno sposò la nipote Pia Gaggia, figlia di sua sorella Rosa. Parente dei Gaggia era la nobildonna Pia, dama di corte a Torino presso la famiglia reale dei Savoia.

### La morte

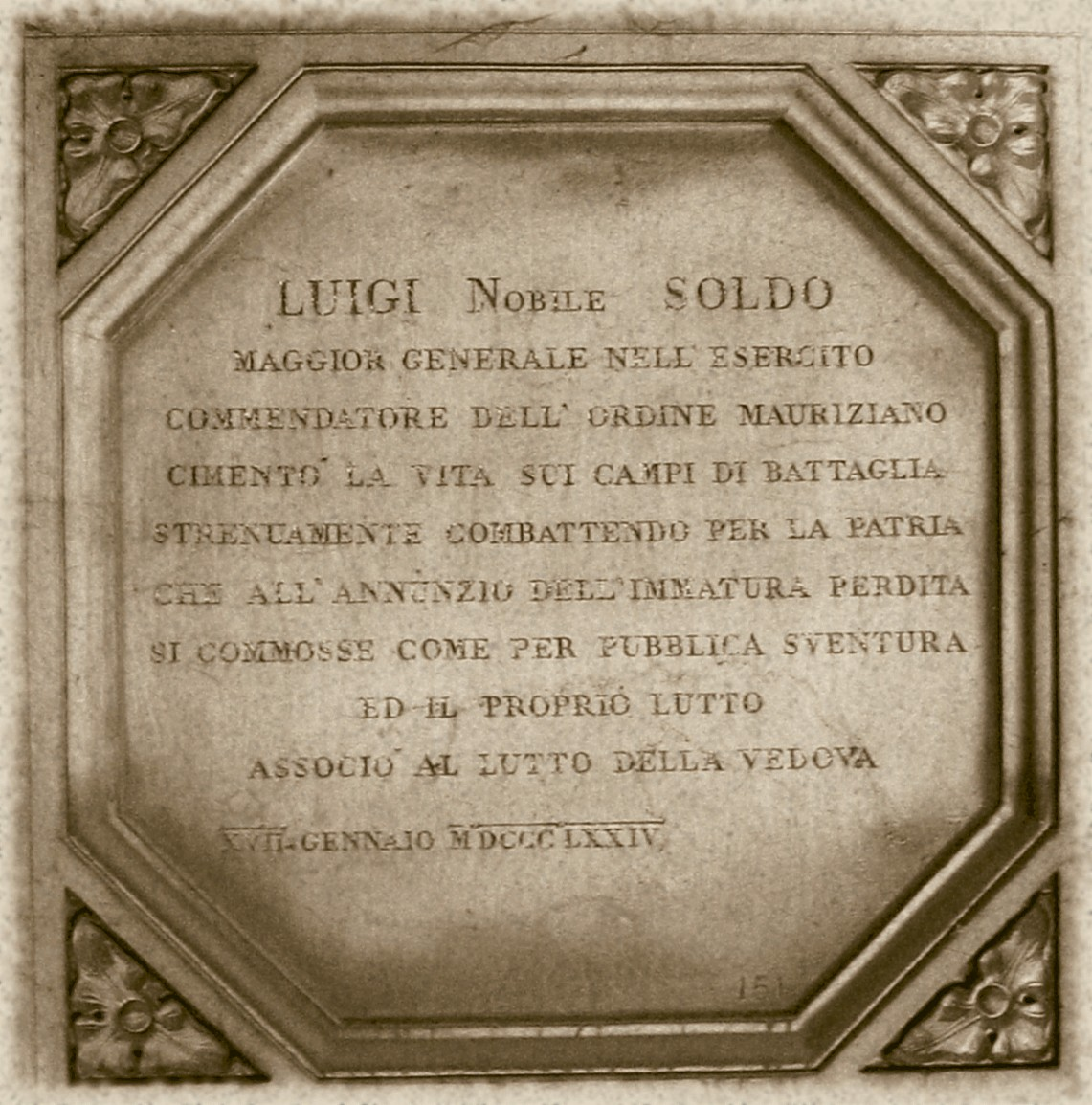
Tomba del generale Luigi Soldo presso la sala 2 del Cimitero monumentale del Vantiniano a Brescia.

Il nobile Luigi Soldo continuò nel comando dei Bersaglieri fino al 17 gennaio 1874, giorno della sua morte avvenuta a Genova. Il quotidiano La Provincia di Brescia del 20 gennaio 1874 pubblicò il necrologio comparso sul giornale genovese Il Movimento: «Fino a ieri l’altro, malgrado sentisse venirsi meno, dissimulando con sovrumano sforzo il suo peggioramento egli volle occuparsi delle cose attinenti al suo ufficio e ieri mattina ancora lasciò per poco il letto! Dovette però ritornarvi tosto, chè il male lo aveva vinto pur troppo. Il paese e l’esercito hanno perduto in lui un valente e fedele soldato, un operoso ed esperto generale».
La salma venne trasportata a Brescia. Dalla stazione partì un grande corteo fino al cimitero monumentale del Vantiniano dove vennero celebrate le esequie. Erano presenti, fra le tante autorità, il Sindaco di Brescia, il Procuratore del Re e il Comandante dei Carabinieri oltre che una rappresentanza del Corpo dei Bersaglieri e tanti cittadini. I resti mortali riposano ancora oggi presso il Vantiniano accanto a quelli della moglie e della sorella.

## Il ricordo a Nuvolera
Il 29 ottobre 1911, anno in cui si festeggiava il 50º anniversario dell’Unità d’Italia, la vedova Pia Gaggia consegnò al signor Enrico Porta, sindaco di Nuvolera, una lapide in marmo scuro di Mazzano con un medaglione in bronzo realizzato dal celebre artista Luigi Contratti che riproduce il volto del valoroso Luigi Soldo. Il discorso commemorativo venne tenuto dall’Onorevole Ugo Da Como che ne ricordò le virtù militari e civili. Nel pomeriggio di quel giorno venne inaugurato anche l’Asilo Infantile. Tra i benefattori si annovera anche la vedova Pia Gaggia.
Dopo la Prima Guerra Mondiale, il 19 agosto 1920, le donne nuvoleresi offrirono ai Reduci il tricolore. Per l'occasione, il professore Guido Fabiani compose un testo poetico un cui prefigura l'incontro dei caduti nuvoleresi con lo spirito del Soldo.
Con deliberazione del Consiglio Comunale di Nuvolera in data 31 luglio 1926, il Comune decise di premiare gli alunni meritevole della scuola elementare con dei libretti postali di risparmio «per incitare maggiormente i giovani alunni a perseverare sempre più nello studio». Uno dei libretti, pari a Lire 50, era dedicato alla memoria del Soldo.

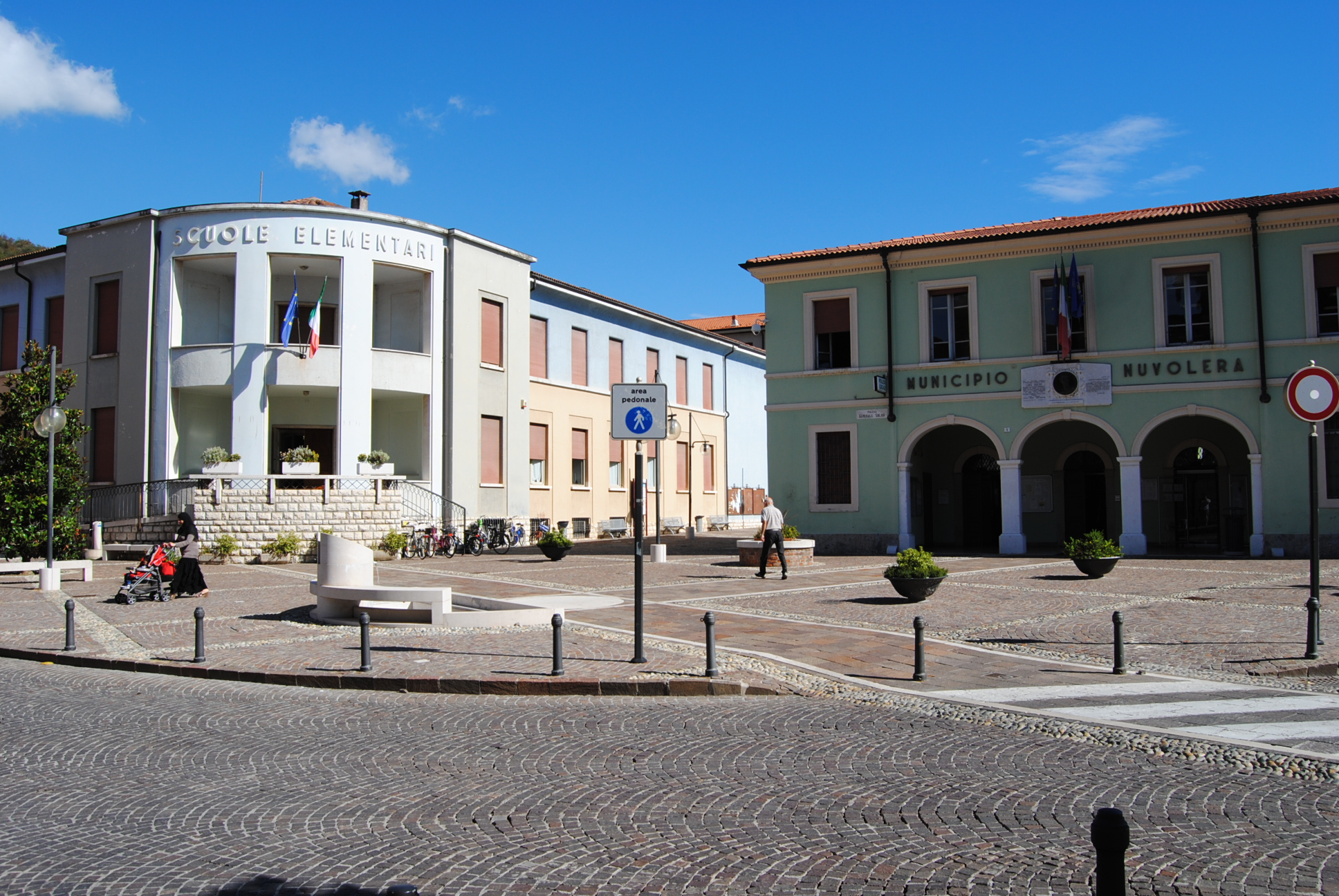
Nuvolera, Piazza Gen. Luigi Soldo.

Al generale Luigi Soldo è dedicata la piazza di Nuvolera e dal 1951 la via principale del paese.